# Смикавець довгий
Смикавець довгий (Cyperus longus L.) – вид рослин родини осокові (Cyperáceae). лат. longus — «довгий».

## Опис
Трав'янистий багаторічник. Кореневища 5-7 (-10) мм в діаметрі. Стебла (33) 37-78 (110) см, поодинокі, прямі. Листя 2.2-2,9 мм широкі, плоскі. Колоски (4,5) 5-17 мм х 1-2.7, від лінійних до довгастих, з 6-22 квітами. Сім'янки 0.7-1.3 х 0.4-0.6 мм, оберненояйцевидні, від темно-червоного до чорного кольору. Цвіте з квітня по серпень.

## Поширення
Африка: Алжир; Єгипет; Марокко; Кабо-Верде; Чад; Ефіопія; Сомалі; Кенія; Танзанія; Уганда; Камерун; Бенін; Буркіна-Фасо; Малі; Нігер Нігерія; Сенегал; Йти; Південна Африка. Азія: Оман; Саудівська Аравія; Ємен; Афганістан; Кіпр; Іран; Ірак; Ізраїль; Йорданія; Ліван; Сирія; Туреччина; Казахстан; Киргизстан; Туркменістан; Узбекистан; Індія [пн.зх.]; Непал; Пакистан. Кавказ: Вірменія; Азербайджан; Грузія; Росія — Дагестан, Астрахань. Європа: Велика Британія; Австрія; Німеччина; Угорщина; Словаччина; Швейцарія; Україна — Крим; Албанія; Боснія і Герцеговина; Болгарія; Хорватія; Греція [вкл. Крит]; Італія [вкл. Сардинія, Сицилія]; Чорногорія; Румунія; Сербія; Словенія; Франція [вкл. Корсика]; Гібралтар; Португалія — Мадейра; Іспанія [вкл. Балеарські острови, Канарські острови]. Натуралізований: Португалія — Азорські острови. Також культивується. Населяє краї потоків і ставків, канави, також культурні зони та ін.; 0-1500 м.